# Národní třída (hudební skupina)
Národní třída byla česká hudební skupina, která působila na pražské undergroundové scéně osmdesátých let. Šlo o uskupení složené převážně z lidí, kteří nebyli hudebníky, nýbrž nejčastěji začínajícími spisovateli či výtvarníky. Zpěvákem skupiny byl Jáchym Topol, dále v ní působili například Tomáš Schilla či Václav Stádník. Texty pro kapelu psali J. H. Krchovský, Jáchym Topol, Viktor Karlík a Vít Kremlička. Topol uvedl, že řada vystoupení skončila nezdarem a členové z pódia i utíkali. Za dobu své existence uskupení neodehrála příliš velké množství koncertů, kvůli zakázanosti této kultury vystupovala převážně v soukromých bytech. Po skupině se dochovaly dvě demonahrávky, konkrétně Je třeba si zvykat (1984) a Vlhkost v nočním autobusu (1986). V roce 1999 tyto nahrávky vydala společnost Black Point.